# اکتور تاپیا (بازیکن فوتبال، زاده ۱۹۷۷)
اکتور تاپیا (اسپانیایی: Héctor Tapia‎؛ زادهٔ ۳۰ سپتامبر ۱۹۷۷) بازیکن سابق و مربی فوتبال اهل شیلی است.
از باشگاه‌هایی که در آن بازی کرده‌است می‌توان به باشگاه ورزشی کروزیرو، باشگاه فوتبال پروجا، باشگاه فوتبال لیل، باشگاه فوتبال کولو-کولو، و باشگاه فوتبال تون اشاره کرد.
وی همچنین در تیم‌های ملی فوتبال زیر ۱۷ سال شیلی، زیر ۲۰ سال شیلی و شیلی بازی کرده‌است.